# Fusibilidad
Fusibilidad es la facilidad con que un material puede derretirse o fundirse. Es la propiedad que permite obtener piezas fundidas o coladas.
Algunos tipos de materiales, en ciertos tipos de soldadura, requieren un bajo punto de fusión de forma que cuando el calor es aplicado al material, el material aportado a la soldadura se derrite antes que el material a soldar siendo esto, una "alta fusibilidad del material aportado" con respecto al material a soldar. 
Por otra parte, existen otros materiales que son utilizados en instrumentos (como algunos hornos especiales)que se les aprovecha su baja fusibilidad. Los materiales que sólo se derriten a temperaturas muy altas se les llama materiales refractarios. Y también son compuestos y químicos